# ديفيد برادلي (سياسي)
ديفيد برادلي (بالإنجليزية: David Bradley)‏ هو سياسي أمريكي، ولد في 13 نوفمبر 1952 في سياتل في الولايات المتحدة. حزبياً، نشط في الحزب الديمقراطي. وقد انتخب عضو مجلس ولاية أريزونا وانتخب عضو مجلس نواب أريزونا.